# Sintra
Sintra – miasto gminne w Portugalii, w dystrykcie Lizbony. Leży w Obszarze Metropolitalnym Lizbony. Liczyła (2011 r.) 377 837 mieszkańców.

## Klimat
| Miesiąc | Sty  | Lut  | Mar  | Kwi  | Maj  | Cze  | Lip  | Sie  | Wrz  | Paź  | Lis  | Gru  | Roczna |
| --- | ---- | ---- | ---- | ---- | ---- | ---- | ---- | ---- | ---- | ---- | ---- | ---- | ------ |
| Średnie temperatury w dzień [°C]                                                                           | 14,3 | 14,9 | 16,8 | 17,4 | 19,2 | 22,3 | 24,7 | 25,3 | 24,5 | 21,1 | 17,5 | 15,1 | 19,4   |
| Średnie dobowe temperatury [°C]                                                                            | 9,7  | 10,6 | 12,0 | 13,0 | 14,9 | 17,8 | 20,0 | 20,4 | 19,4 | 16,4 | 13,0 | 10,9 | 14,9   |
| Średnie temperatury w nocy [°C]                                                                            | 5,2  | 6,2  | 7,3  | 8,5  | 10,6 | 13,3 | 15,2 | 15,6 | 14,3 | 11,6 | 8,6  | 6,8  | 10,3   |
| Opady [mm]                                                                                                 | 101  | 90,7 | 57,2 | 72,3 | 56,8 | 18,2 | 6,2  | 6,9  | 28,4 | 91,0 | 112  | 128  | 768    |
| Średnia liczba dni z opadami                                                                               | 14,3 | 14,5 | 11,2 | 13,1 | 10,5 | 6,1  | 3,6  | 3,1  | 6,8  | 11,9 | 13,9 | 16,0 | 125    |
| Średnie usłonecznienie [h]                                                                                 | 152  | 150  | 205  | 224  | 255  | 270  | 309  | 307  | 244  | 204  | 159  | 129  | 2607   |
| Źródło: IPMA (liczba dni z opadami dla wartości 0,1 mm, wysokość 134 m n.p.m., 10 km od oceanu, 1971-2000) |      |      |      |      |      |      |      |      |      |      |      |      |        |

## Sołectwa

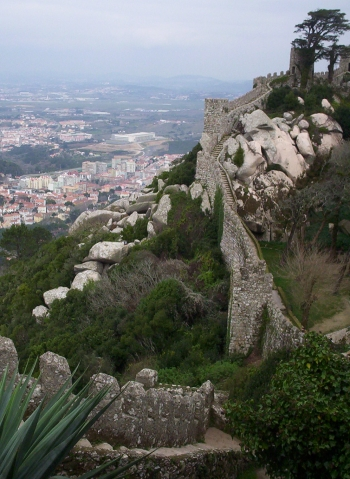
Mury Zamku Maurów Castelo dos Mouros

W skład gminy Sintra wchodzą następujące sołectwa (ludność wg stanu na 2011 r.)
- Agualva (35 824)
- Algueirão-Mem Martins (66 250)
- Almargem do Bispo (8983)
- Belas (26 089)
- Cacém (21 289)
- Casal de Cambra (12 701)
- Colares (7628)
- Massamá (28 112)
- Mira-Sintra (5280)
- Monte Abraão (20 809)
- Montelavar (3559)
- Pêro Pinheiro (4246)
- Queluz (26 248)
- Rio de Mouro (47 311)
- Santa Maria e São Miguel (9364)
- São João das Lampas (11 392)
- São Marcos (17 412)
- São Martinho (6226)
- São Pedro de Penaferrim (14 001)
- Terrugem (5113)

## Historia
Odbita Maurom przez króla Alfonsa I Zdobywcę w 1147, wkrótce po zdobyciu Lizbony; prawa miejskie nadał Sintrze ten właśnie król 9 stycznia 1154.

## Zabytki
- Zamek Maurów – Castelo dos Mouros
- Pałac Pena – Palácio da Pena
- Pałac Narodowy Sintra – Palácio Nacional de Sintra
- Klasztor Kapucynów w Sintrze – Convento dos Capuchos
- Pałac Monserrate – Palácio de Monserrate
- Quinta da Regaleira

## Demografia
| Liczba ludności gminy Sintra (1801–2011) | Liczba ludności gminy Sintra (1801–2011) | Liczba ludności gminy Sintra (1801–2011) | Liczba ludności gminy Sintra (1801–2011) | Liczba ludności gminy Sintra (1801–2011) | Liczba ludności gminy Sintra (1801–2011) | Liczba ludności gminy Sintra (1801–2011) | Liczba ludności gminy Sintra (1801–2011) | Liczba ludności gminy Sintra (1801–2011) | Liczba ludności gminy Sintra (1801–2011) |
| ---------------------------------------- | ---------------------------------------- | ---------------------------------------- | ---------------------------------------- | ---------------------------------------- | ---------------------------------------- | ---------------------------------------- | ---------------------------------------- | ---------------------------------------- | ---------------------------------------- |
| 1801                                     | 1849                                     | 1900                                     | 1930                                     | 1960                                     | 1981                                     | 1991                                     | 2001                                     | 2004                                     | 2011                                     |
| 12 486                                   | 17 129                                   | 26 074                                   | 37 986                                   | 79 964                                   | 226 428                                  | 260 951                                  | 363 749                                  | 409 482                                  | 377 837                                  |

## Transport
W Sintrze znajduje się stacja kolejowa Sintra, do której kursują pociągi podmiejskie (Linha de Sintra) ze stacji Rossio w centrum Lizbony (dojazd m.in. zieloną linią metra). W dni powszednie pociąg kursuje co 20 minut, trasę pokonuje w około 32 min. W Sintrze działa turystyczna linia tramwajowa.